# Lenox (Massachusetts)
Lenox és un poble del Comtat de Berkshire a l'estat de Massachusetts dels Estats Units d'Amèrica.

## Demografia
Segons el cens del 2000 Lenox tenia 5.077 habitants, 2.212 habitatges, i 1.291 famílies. La densitat de població era de 92,4 habitants/km².
Dels 2.212 habitatges en un 22,6% hi vivien nens de menys de 18 anys, en un 49,7% hi vivien parelles casades, en un 6,8% dones solteres, i en un 41,6% no eren unitats familiars. En el 36,3% dels habitatges hi vivien persones soles el 20,8% de les quals corresponia a persones de 65 anys o més que vivien soles. El nombre mitjà de persones vivint en cada habitatge era de 2,17 i el nombre mitjà de persones que vivien en cada família era de 2,84.
Per edats la població es repartia de la següent manera: un 20,8% tenia menys de 18 anys, un 5,1% entre 18 i 24, un 22,8% entre 25 i 44, un 26,9% de 45 a 60 i un 24,4% 65 anys o més.
L'edat mediana era de 46 anys. Per cada 100 dones de 18 o més anys hi havia 79,5 homes.
La renda mediana per habitatge era de 45.581 $ i la renda mediana per família de 61.413$. Els homes tenien una renda mediana de 41.226 $ mentre que les dones 35.063$. La renda per capita de la població era de 23.263$. Entorn del 5,6% de les famílies i el 8,9% de la població estaven per davall del llindar de pobresa.

## Poblacions properes
El següent diagrama mostra les poblacions més properes.